# My Jesus I Love Thee

Ältester gedruckter Text des ursprünglich sechs Strophen umfassenden Liedes My Jesus I love Thee (1862)

Der Text des Evangeliumsliedes (englisch: Gospel Hymn) My Jesus I Love Thee wurde zum ersten Mal im Jahr 1862 in einer christlichen Londoner Zeitschrift als geistliches Gedicht veröffentlicht. Mehrheitlich wird angenommen, dass sein Autor der Kanadier William Ralph Featherstone (1846–1873) ist. Als Komponist der weltweit bekannteren Melodie gilt der US-amerikanische Baptistenpastor Adoniram Judson Gordon (1836–1895).
Das Lied, das von seiner Thematik her zu den sogenannten Jesusliedern gehört, wurde in viele Sprachen übersetzt. Eine frühe deutsche Übersetzung stammt von William Papenhausen. Ihre erste Zeile lautet Mein Jesus, ich lieb’ dich, ich weiß, du bist mein. Eine weitere Übertragung ins Deutsche mit der Titelzeile Mein Jesus, dich lieb’ ich, ich weiß, du bist mein besorgte der evangelische Pfarrer und Missionar Carl Röhl. Neuere Übersetzungen ins Deutsche mit der jeweils selben Titelzeile wie in der Fassung von Papenhausen stammen vom Mönchengladbacher Schullehrer Wolfgang Zorn und von dem frei-evangelischen Pastor Ulrich Betz.

## Autorenschaft
In den meisten neueren Lieder- und Gesangbüchern gilt William R. Featherstone als Verfasser des Liedes My Jesus I Love Thee. In einigen älteren Veröffentlichungen wird auch James H. Duffel (1811–1883) genannt.

### William Ralph Featherstone

William Ralph Featherstone (Autor)

William Ralph Featherstone (* 23. Juli 1846 in Montreal/Kanada; † 20. Mai 1873 ebenda) war ein Sohn des Ehepaares John Featherston (1815–1870) und Mary, geborene Stephenson (1819–1884). Sein zweiter Vornamen verweist auf seinen Großvater Ralph Featherston[e] (1792–1861); seine Großmutter hieß Mary Martin Featherston[e] (1797–1815). Die Großeltern hatten am 7. Mai 1814 in Allendale (Northumberland, England) geheiratet und waren kurz darauf nach Quebec/Kanada, ausgewandert. Dort wurde William Featherstones Vater John am 18. Juni 1815 geboren, dessen Mutter Mary starb bei der Geburt. Ralph heiratete danach Elizabeth Curry (1797–1880) und hatte mit ihr elf weitere Kinder, unter ihnen Wiliam Featherstones Tante Elizabeth (1835–1917), die später dem Sänger und Komponisten Ira Sankey (1840–1908) gegenüber ihren Neffen als Verfasser des Liedes bestätigte. William Featherstone war mit Julia Ritchie, geborene McAllister (1845–1885), verheiratet. Aus der Ehe ging ein Sohn hervor: John Hamilton Featherston (1870–1968).
Belegt ist auch, dass William Ralph Featherstone Methodist war und zur Wesleyan Methodist Church seiner Heimatstadt gehörte. Die Kirchengemeinde trug später den Namen St. James Methodist Church. Nach ihrer Vereinigung mit einer konfessionsverwandten Kirchengemeinschaft nennt sie sich bis heute St. James United Church. Das Lied My Jesus I Love Thee, das im Zusammenhang seiner Bekehrung entstanden sein soll, ist das einzige Lied Featherstones, das Eingang in Lieder- und Gesangbücher gefunden hat. Überliefert ist, dass er das Lied als Sechzehnjähriger (andere Quellen: als Zwölfjähriger) gedichtet und seiner bereits erwähnten Tante Elisabeth Featherston[e] Wilson zugeschickt hat. Sie war von der Dichtkunst ihres Neffen beeindruckt und leitete es an einen Verlag in England weiter. Dort erschien das Lied – allerdings ohne Verfasserangabe – zunächst ab 1862 in Zeitschriften und schließlich 1864 im London Hymn Book. Der christliche Musiker David J. Beattie berichtete in seinem Buch The Romance of Sacred Songs (erschienen in London, 1931), das handschriftliche Originalexemplar des Liedes befände sich im Familienbesitz. Ob Featherstone noch weitere, bislang unveröffentlichte Gedichte verfasst hat, ist nicht bekannt.

### James Haynes Duffel
Hin und wieder wird auch James H. Duffel (manchmal auch Duffil geschrieben) als Autor des Liedes My Jesus I Love Thee genannt. Die Zuschreibung erfolgte vermutlich aufgrund eines Briefes aus dem Jahr 1939. Absender war der Eisengießer Samuel Newby (1861–1947) aus West Bromwich/Staffordshire, Adressat der methodistische Geistliche E. C. Barton. Im Brief wurde berichtet, das Lied My Jesus I Love Thee sei von J. H. Duffel verfasst und zum ersten Mal Anfang der 1860er Jahre anlässlich eines Klassentreffens gesungen worden.
James Haynes Duffel verbrachte den größten Teil seines Lebens in der Gegend von West Bromwich. Beruflich war er in einer Eisenhütte tätig. Duffel war verheiratet. Aus der Ehe gingen zwei Söhne und eine Töchter hervor. Im Jahr 1881 fuhr er als Passagier mit einem Segelschiff nach Sydney/Australien und starb dort am 13. November 1883. Er scheint mit Newby familiär, beruflich und geschäftlich verbunden gewesen zu sein.

## Übersetzungen/Übertragungen ins Deutsche

Mein Jesus ich lieb'dich (William Papenhausen)

In manchen deutschsprachigen Gesang- und Liederbüchern finden sich keine Angaben zum Übersetzer des Liedes My Jesus I Love Thee. Beispiele dafür sind Die Glaubensharfe. Gesangbuch der deutschen Baptisten-Gemeinden. Herausgegeben auf Beschluß der Bundeskonferenz der Deutschen Baptisten-Gemeinden von America (1886), Nr. 384, die Die Weckstimme. Eine Sammlung geistlicher Lieder für jugendliche Sänger (1907), Nr. 56 und die Neuen Zions Lieder (1919), Nr. 113,

### William Papenhausen
Eine frühe deutsche Version des Liedes stammt von William Papenhausen (1846–1934), einem am Rochester Theological Seminary ausgebildeten Baptistenprediger (geboren als Wilhelm Papenhausen in Seehausen/Preußen). Er war in verschiedenen deutsch-amerikanischen Migrantengemeinden tätig. Seine Übersetzung des Featherstone-Liedes findet sich deshalb vor allem in Gesangbüchern deutscher Auswandererkirchen, deren Sonntagsschulen und Jugendverbände.

### Carl Röhl
Der evangelische Pfarrer Carl Röhl (auch Karl Röhl geschrieben; 1870–1951) stand als Afrikamissionar zeitweilig im Dienst der Bethel Mission und der Evangelische Missionsgesellschaft für Deutsch-Ostafrika. Röhl arbeitete auch sprachwissenschaftlich und übersetzte Teile der Bibel in die Bantusprache Swahili. Nebenher betätigte er sich auch als Kirchenlieddichter und -übersetzer. Hymnary.org listet 114 Lieder, die von ihm gedichtet oder aus dem Englischen ins Deutsche übertragen wurden, darunter auch Mein Jesus, dich lieb' ich.

### Wolfgang Zorn
Von Wolfgang Zorn (* 27. Oktober 1929 in Düsseldorf; † 7. April 2001 in Wickrath) ist bekannt, dass auf ihn mindestens 15 teils selbst verfasste, teils aus dem Englischen übersetzte Kirchenlieder zurückgehen. Neben dem Featherstone-Lied gehört auch der Choral Bleibend ist deine Treu (englischer Originaltitel: Great is Thy faithfulness) zu seinen bekannteren Liedern.

### Ulrich Betz
Ulrich Betz wurde 1939 Bonn-Beuel geboren. Innerhalb seiner Freikirche, des Bundes Freier evangelischer Gemeinden, wirkte er als Pastor, Diakonievorsteher (Stiftung Freie evangelische Gemeinde in Norddeutschland) und Dozent am Theologischen Seminar Ewersbach. Seine Übersetzung des Featherstone-Liedes entstand 1991.

## Komponisten

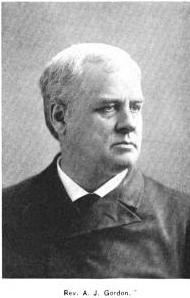
Adoniram Judson Gordon (Komponist)

Dem Featherstone-Lied sind in den kirchlichen Lieder- und Gesangbüchern Melodien verschiedener Komponisten beigegeben.

### Adoniram J. Gordon
Die bekannteste Melodie des Liedes komponierte Adoniram Judson Gordon, nachdem er eine Kopie des erwähnten britischen Gesangbuches erhalten hatte. Während der Text ihn ansprach, missfiel ihm die dort beigefügte Melodie, die vermutlich von John Ellis (1760–1839) stammte. Gordon, der 1863 zum Baptistenprediger ordiniert worden war, war kein ausgebildeter Musiker, hatte aber ein Empfinden für eingängige und leicht erlernbare Melodien. Wenn ihm zu einem Text eine Melodie in den Sinn kam, entwickelte er sie zunächst summend, um sie dann einem Mitglied seiner Familie vorzutragen. Anschließend wurde die Melodie auf dem Klavier gespielt und schließlich mittels Notenschrift festgehalten. Die Melodie erhielt die Bezeichnung „Gordon“ erschien 1876 erstmals in dem Gesangbuch The Service of Song for Baptist Churches aufgenommen.

### John Ellis
Eine weitere Melodie, in Gesangbüchern Affection, aber auch Fidelity, My Jesus I Love Thee und Callestr genannt, stammt von dem bereits erwähnten John Ellis und wurde zum ersten Mal ohne beigefügten Text im November 1821 in gedruckter Form veröffentlicht. 1862 erschien sie als Melodie des sechsstrophigen Featherstone-Liedes.
Der Komponist Ellis stammte aus einem Dorf in der walisischen Gemeinde Llangwm/Denbighshire, wo er am 8. November 1760 getauft worden war. Seine Eltern waren William und Jane Ellis. Als Kind erlernte John Ellis das Blockflötenspiel. Nach Ende seiner Sattlerausbildung heiratete er und eröffnete ein eigenes Geschäft. 1800 schloss er sich den calvinistischen Methodisten an und wurde zum „Wanderlehrer für Gemeindegesang“. Im Jahr 1816 veröffentlichte er sein Buch Mawl yr Arglwydd. Es enthielt eine Reihe walisischer Hymnenmelodien. Anschließend zog er mit seiner Familie nach Llanfyllin und von dort nach Liverpool. 1822 eröffnete er einen Kohlenhandel, hatte aber in wirtschaftlicher Hinsicht wenig Erfolg. Er starb am 31. Januar 1839 und wurde auf dem Friedhof der englischen Wesleyaner in Liverpool zu Grabe getragen.

### Unbekannter Komponist
Eine der frühesten musikalischen Kombinationen für „Jesus I love Thee“ ist die Melodie „Expression“, erstmals abgedruckt im Gesangbuch The Sacred Harp und zwar in Verbindung mit einer von Caleb Jarvis Taylor (1763–1817) verfassten Hymne; ihre Titelzeile lautete: „O Jesus, my Savior, I know Thou art mine“. Nach Ansicht von David Warren Steel und Richard H. Hulan handelt es sich bei der Melodie „Expression“ um eine Variante der noch älteren Komposition „Cheerful“; sie findet sich bereits 1835 in dem Liederbuch William Walker Sacred Harmony.

## Geschichte

My Jesus I Love Thee auf der Titelseite des Vermont Christian Messengers (14. März 1867)

Die ersten Zeilen des Featherstone-Liedes erinnern an die ältere, bereits erwähnte Taylor-Hymne „O Jesus, my Saviour, I know Thou art mine“. Taylor war ein Methodistenprediger, der in Maryland als Sohn irischer Eltern geboren wurde und den größten Teil seines Lebens und seines beruflichen Werdegangs in Kentucky verbrachte. Seine Hymne, die möglicherweise Featherstone inspiriert hat, wurde zuerst in Taylors Sammlung Spiritual Songs veröffentlicht und mit acht Strophen zu je vier Zeilen ohne Noten abgedruckt. Auch die erste Zeile der sechsten Strophe „If ever I lov’d, sure I love thee my Lord“ ähnelt der jeweils vierten Zeile aller vier Strophen der Featherstone-Hymne („If ever I loved thee, my Jesus, it’s now.“). Eine weitere Übereinstimmung findet sich auch in dem anapästischen Metrum (11.11.11.11), das sowohl Taylor als auch Featherstone verwendeten. Beide Hymnen können zu denselben Melodien gesungen werden.

### England
Als früheste bekannte Veröffentlichung des Liedes My Jesus I Love Thee gilt die 1862 in der Londoner Zeitschrift The Christian Pioneer abgedruckte Version, die sechs Strophen mit jeweils vier Zeilen umfasste. Eine Melodie war nicht beigegeben, auch fehlte der Verfassername. Ende desselben Jahres fand der inzwischen auf vier Strophen reduzierte Text Aufnahme in das Liederbuch Songs of Zion. Eine passende Melodienausgabe, die Melodies of Zion, erschien Ende 1866. Die für My Jesus I Love Thee angegebene walisische Weise stammt von dem bereits erwähnten John Ellis. Ein Jahr später erschien Featherstones Lied im Gesangbuch Hymns of Salvation, das vom US-amerikanischen Evangelisten Edward Payson Hammond (1831–1910) für seine Arbeit in England zusammengestellt und in London veröffentlicht worden war.
Die erste Strophe des Featherstone-Liedes wurde am 9. Juli 1864 in einem persönlichen Schreiben eines oder einer gewissen „JP“ aus Halifax/England zitiert. Adressiert war der Brief an den Evangelisten William Fletcher (1834–?), den der Verfasser bzw. die Verfasserin im Sommer desselben Jahres bei einem Evangelisationsdienst in Halifax kennengelernt hatte. Die erste Veröffentlichung des Liedes in einer regulären Hymnensammlung erfolgte ebenfalls 1864 im London Hymn Book.Verfassername und Noten waren dem Text allerdings nicht beigegeben. Charles Haddon Spurgeon übernahm das Lied aus dem Londoner Gesangbuch und veröffentlichte es 1866 in dem von ihm herausgegebenen Our Own Hymn-Book.

### Vereinigte Staaten
Im Jahr 1867 wurde die Featherstone-Hymne zum ersten Mal in den Vereinigten Staaten in gedruckter Form veröffentlicht. Ein Engländer mit dem Namenskürzel „John S.“, der sich als Mitglied der Christian Commission, einer englischen Hilfsorganisation, um verwundete Soldaten des amerikanischen Bürgerkriegs (1861–1865) kümmerte, hatte die Soldaten im City Point Hospital in Virginia mit dem Lied My Jesus I Love Thee bekanntgemacht. In einem Brief, der auf den 17. Januar 1865 datiert ist, berichtete er, dass dieses Lied auf große Begeisterung gestoßen sei und inzwischen nicht nur von der gesamten Unionsarmee, sondern auch von den „rebel prisoners“, den gefangenen Rebellen, gesungen werde. Der zunächst handschriftlich verbreitete Text sei als Flugblatt gedruckt worden und inzwischen in allen US-Bundesstaaten bekannt; er werde nach der „Primitive Methodist-Version“ gesungen, womit wahrscheinlich die von John Ellis komponierte Melodie gemeint war. Der Brief wurde am 8. März 1865 in der englischen Tageszeitung Nottingham and Midland Counties Daily Express veröffentlicht. R. W. Harlow, ein anderer Mitarbeiter der Christian Commission, der die Hymne durch „John S.“ im City Point Hospital kennengelernt hatte, schickte den Liedtext an die Zeitung Vermont Christian Messenger, die ihn am 14. März 1867 auf ihrer Titelseite abdruckte (siehe Bild!). Auffällig ist an dem von Harlow übermittelten Text, dass die Schlusszeile jeder Strophe wiederholt wird, was als ein weiterer Hinweis auf die ursprüngliche Ellis-Melodie gedeutet werden kann.
Nur ein Jahr später erschien Featherstones Hymne in verschiedenen US-amerikanischen geistlichen Liederbüchern, so zum Beispiel in dem von Joseph Hillman 1968 herausgegebenen Gesangbuch The Revivalist. Ebenfalls im Jahr 1868 erschien My Jesus I Love Thee im North-Western Hymn Book, das von dem bekannten Evangelisten Dwight Lyman Moody (1837–1899) zusammengestellt und herausgegeben worden ist. Textvergleiche zeigen, dass das Hillam-Gesangbuch sich an die Liedveröffentlichung im Christian Pionieer orientiert, während das von Moody besorgte Liederbuch die Textvariation der Melodies of Zion übernommen hat.

### Deutschland

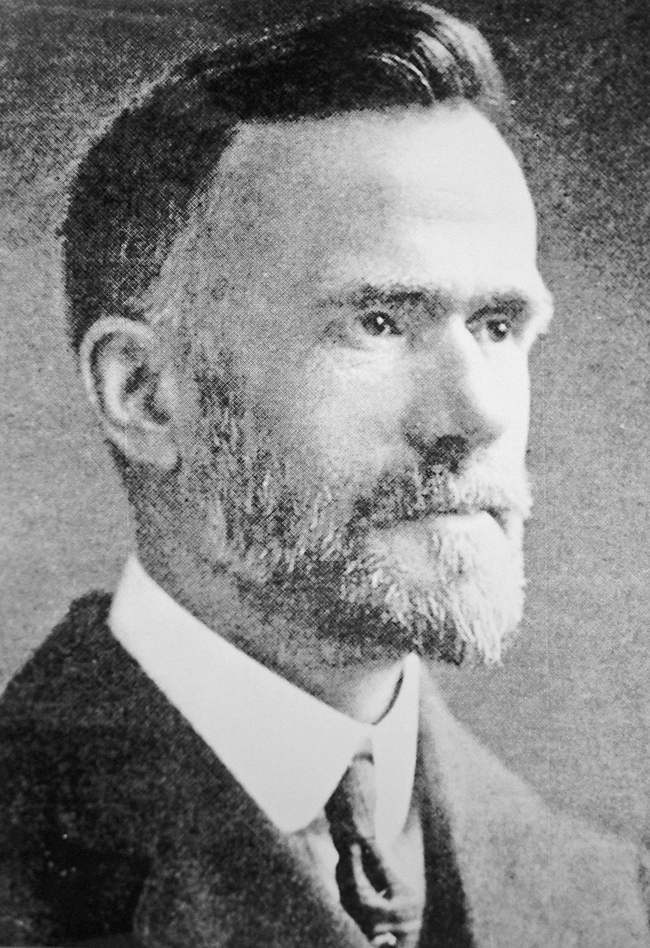
Walter Rauschenbusch

Einen wesentlichen Anteil an der Verbreitung des Liedes im deutschsprachigen Raum trug das von Walter Rauschenbusch (1861–1918), dem Begründer des Sozialen Evangeliums, und Ira Sankey (1840–1908) herausgegebene Liederbuch Evangeliums-Sänger. Es handelte sich dabei um eine durch einige traditionelle deutsche Kirchenlieder erweiterte Übersetzung der amerikanischen Gospel Hymns, ein ebenfalls von Sankey herausgegebenes Gesangbuch, das beim Erscheinen des ersten Evangeliums-Sängers im Jahr 1890 seine 5. Auflage bereits zwei Jahre hinter sich hatte. Sowohl in den Gospel Hymns als auch im Evangeliums-Sänger findet sich Featherstones Lied.
Der Evangeliums-Sänger findet im Laufe der folgenden Jahrzehnte eine starke Verbreitung. Neben der Glaubensstimme, dem offiziellen Gesangbuch der Baptisten, war es die bedeutendste Liedersammlung, aus der in den verschiedenen Versammlungen der Gemeinden gesungen wurde. Der Schriftsteller Johannes Bobrowski schrieb in seinem Roman Levins Mühle über seinen Großvater, den Baptistenprediger Feller: „[Er] tut vor lauter Entschlossenheit die Glaubensstimme in die linke Hand […] zu dem Evangeliumssänger, um die Rechte frei zu haben.“ Aus beiden Liederbüchern werden im genannten Roman mehrere Lieder zitiert. Bis in die 1960er Jahre hinein erschienen immer wieder neue, zum Teil überarbeitete Auflagen. Noch Anfang der 1990er Jahre erschien auf Bitten des Bielefelder „Missionsverlags“ einer russlanddeutschen Gemeinschaft ein Nachdruck der letzten Ausgabe des Neuen Evangeliumssängers. Das Feathherstone-Hymne überdauerte alle Neuauflagen des Evangeliumssängers und deren jeweilige Bearbeitungen. Im Vorwort der Ausgabe von 1926 heißt es: „Ausgeschieden wurden rund 150 Lieder amerikanischen Charakters. Die Lücke wurde aufgefüllt mit meist deutschen Liedern (…).“ Das Lied Mein Jesus, ich lieb dich findet sich in der genannten überarbeiteten Auflage unter der Nummer 120.
Über viele Jahrzehnte hinweg schaffte es das bereits weltweit verbreitete Lied nicht in die offiziellen Kirchengesangbücher Deutschlands, wohl aber fand es Aufnahme in evangelikalen Liedersammlungen und einfachen, für junge Christen hergestellte Liederheften. Erst 2004 wurde das Featherstone-Lied in der Übersetzung von Ulrich Betz in ein offizielles Kirchengesangbuch aufgenommen.

## Text
Im Text des Featherstone-Liedes klingen unter anderem folgende neutestamentliche Bibelstellen an:
- My Jesus I Love thee / Mein Jesus, ich lieb' dich: „Herr, du weißt alles; du weißt, dass ich dich liebe.“ (Joh 21,17 EU)
- I love Thee because Thou has first loved me / Dich lieb’ ich, denn du hast zuerst mich geliebt: „Wir wollen lieben, weil er uns zuerst geliebt hat.“ (1 Joh 4,19 EU)
- I love Thee for wearing the thorns on Thy brow / Ich sehe die Dornen, die dein Haupt verletzt: „[sie] flochten einen Dornenkranz; den setzten sie ihm auf.“ (Mk 15,17 EU)
- I’ll love Thee in life, I will love Thee in death / Dich lieb’ ich im Leben, dich lieb’ ich im Tod: „Sei treu bis in den Tod; dann werde ich dir den Kranz des Lebens geben!“ (Off 2,10 EU)
- Mansions of glory / In Wohnungen droben: „Im Hause meines Vaters sind viele Wohnungen.“ (Joh 14,2 EU)

| My Jesus I love Thee (1862) | My Jesus I love Thee (1864) | Mein Jesus, ich lieb' dich (vor 1890) Übersetzung William Papenhausen | Mein Jesus, dich lieb’ ich (1894) Übertragung Carl Röhl |
| --- | --- | --- | --- |
| My Jesus, I love Thee, I know you art mine, For Thee all the plasures of sin I resign; My blessed Redeemer, my Saviour art Thou: If ever I loved Thee, my Jesus, it’s now. I love Thee because Thou hast first loved me, And purchased my pardon when nailed to the tree; I loved Thee for bleeding on Calvary’s brow: If ever I loved Thee, my Jesus, it’s now. I love Thee because Thou hast saved me from hell – How dearly I loved Thee my tongue cannot tell; I love Thee for wearing the thorns on Thy brow: If ever I loved Thee, my Jesus, it’s now. I love Thee for pardon, I love Thee for peace, And the sweet hope o heaven Thy spirit conveys, For it gladdens my heart as onward I go; If ever I loved Thee, my Jesus, it’s now. May I love thee in life, may I love Thee in death, And praise Thee as long as Thou lendest breath; And say, when the death-dew is on my cold brow, “If ever I loved Thee, my Jesus, it’s now.” In mansions of gory and sadless delight, I will ever adore Thee in regions of light; I’ll sing with a glittering crown on my brow: “If ever I loved Thee, my Jesus, it’s now.” | My Jesus, I love Thee, I know Thou art mine; For Thee all the follies of sin I resign. My gracious Redeemer, my Savior art Thou; If ever I loved Thee, my Jesus, ’tis now. I love Thee because Thou has first loved me, And purchased my pardon on Calvary’s tree. I love Thee for wearing the thorns on Thy brow; If ever I loved Thee, my Jesus, ’tis now. 3. Strophe fehlt. 4. Strophe fehlt. I’ll love Thee in life, I will love Thee in death, And praise Thee as long as Thou lendest me breath; And say when the death dew lies cold on my brow, If ever I loved Thee, my Jesus, ’tis now. In mansions of glory and endless delight, I’ll ever adore Thee in heaven so bright; I’ll sing with the glittering crown on my brow; If ever I loved Thee, my Jesus, ’tis now. | Mein Jesus, ich lieb' dich; ich weiß, du bist mein! Die Thorheit der Welt kann mich nicht mehr erfreu'n. Mein gnädiger Heiland mir alles ersetzt. Wenn je ich dich liebte, mein Jesus, ist's jetzt! Ich lieb' dich, mein Heiland, geopfertes Lamm. Du hast mich erlöset auf Golgathas Stamm. Ich sehe die Dornen, die dein Haupt verletzt. Wenn je ich dich liebte, mein Heiland, ist's jetzt! 3. Strophe fehlt. 4. Strophe fehlt. Ich lieb, dich mein Leben, in Freud' und in Leid. Dich preis ich, solange Gott Odem verleiht. Wenn Todesschweiß einst meine Stirne benetzt: Wenn je ich dich Liebte, mein Jesus, ist's jetzt. In seliger Heimat, in ewiger Wonn' werd' ich dich anbeten am himmlischen Thron. Im glänzenden Kleide bleibt, was mich ergötzt: Wenn je ich dich liebte, mein Jesus, ist's jetzt. | Mein Jesus, dich lieb’ ich, ich weiß, du bist mein. Dir weiht’ ich mein Herze, mein Leben allein. Mein theurer Erlöser, mein Heiland bist du, in dir find’ ich selige, himmlische Ruh’. Dich lieb’ ich, denn du hast zuerst mich geliebt; Dich hab’ ich am Kreuze zu Tode betrübt. Und hat dich die Welt auch mit Dornen gekrönt, O Heiland, mein König, du hast mich versöhnt! 3. Strophe fehlt. 4. Strophe fehlt. Dich lieb’ ich im Leben, dich lieb’ ich im Tod; Dich preis’ ich fortan, selbst in bitterer Noth. Und kommt einst das Ende, dann ist mir nicht bang, Denn du bist mein Leben, mein Trost, mein Gesang. In Wohnungen droben voll Harfengetön’, Dort werd’ ich, o Jesu, dich ewig erhöh’n. Ich singe, die Krone des Heils auf dem Haupt, Dein Lob, mein Erlöser, an den ich geglaubt. |

## Verbreitung

### Sprachen (Auswahl)
| Sprache        | Erste Zeile                                     | Übersetzer                      | Gesangbuch (Auswahl) |
| -------------- | ----------------------------------------------- | ------------------------------- | --- |
| Chinesisch     | 主耶穌，我愛你                                  | ?                               | 生命聖詩 (Hymns of Life; 1986), Nr. 301 |
| Französisch    | Mon Jésus, je t’aime; Je te sais à moi          | Gustave Isely                   | Cantiques des Saints, Nr. 289 (Reorganisierte Kirche Jesu Christi der Heiligen der letzten Tage, Haiti)                                                                                             |
| Koreanisch     | 내 주 되 신 주 를 참 사 랑 하 고                | ?                               | 찬송과 예배 = Chansong gwa yebae (Come, Let Us Worship). The Korean-English Presbyterian hymnal and service book. (2001), Nr. 321                                                                   |
| Niederländisch | Mijn Jezus, ik hou van U, ik noem U mijn Vriend | Elly Zuiderveld-Nieman (* 1946) | Evangelische Liedbundel, Nr. 371; Op Toonhoogte (2015), Nr. 124; Opwekkingsliederen (?), Nr. 392; Zangbundel Johannes de Heer (1991), Nr. 985                                                       |
| Norwegisch     | Dig, Jesus, jeg elsker, jed ved, du er min      | ?                               | Evangeli harpe (1906), Nr. 210 |
| Russisch       |                                                 | D. A. Jasko                     | library.timelesstruths: PDF online |
| Spanisch       | ¡Oh Cristo! yo te amo, que mío eres sé          | George P. Simmonds (1890–1991)  | Santo, Santo, Santo. Cantos para el pueblo de Dios/Holy, Holy, Holy. Songs for the people of God (2019), Nr. 303                                                                                    |
| Walisisch      | Fy Iesu, fe 'th garaf, wyt eiddo i mi           | R. J. Jones                     | Cân a Mawl. Llyfr hymna a thonau Methodistiaid Calfinaidd Unol Dalaethau yr America/Song and Praise. The hymnal of the Calvinistic Methodist Church of the United States of America (1918), Nr. 133 |

### Gesang- und Liederbücher (Auswahl)
Das Lied My Jesus I Love Thee und seine Übersetzungen finden sich in weit mehr als 1500 Gesang- und Liederbüchern weltweit. In der folgenden chronologischen Liste sind nur Bücher aus dem deutschen Sprachraum aufgeführt. Einige von ihnen geben keinen Übersetzer an.
| Gesang- bzw. Liederbuch                                  | Herausgeber/Verlag                                                          | Erschienen       | Nummer                         | Übersetzer          | Konfessionelle Ausrichtung            |
| -------------------------------------------------------- | --------------------------------------------------------------------------- | ---------------- | ------------------------------ | ------------------- | ------------------------------------- |
| Evangelisches Gesangbuch „Die kleine Palme“ (mit Anhang) | Verlag der Vereinigten Evangelischen Kirche/USA (United Evangelical Church) | 1895             | 31                             | Carl Röhl           | evangelisch                           |
| Neue Zions-Lieder                                        | J. J. Franz, D. B. Towner (Hrsg.); Mennonite Brethren Publishing House      | 1919             | 113                            | William Papenhausen | mennonitisch                          |
| Evangeliums-Sänger (Band 1–3)                            | Walter Rauschenbusch, Ira Sankey (Hrsg.), Verlag J. G. Oncken Nachf.        | 1939 (24. Aufl.) | 103                            |                     | baptistisch                           |
| Groß ist Sein Name (Ringbuch-Liedersammlung)             | Buchhandlung Hoffnung für dich, Gießen                                      | o. J. (um 1970?) | Teil B („Leben mit Jesus“), 33 | Wolfgang Zorn       | evangelikal, freikirchlich            |
| Liederbuch Songs Junger Christen (Band 1)                | Bernd Schlottoff (Hrsg.), Verlag Friedrich Hänssler                         | 1977             | 44                             |                     | evangelisch, evangelikal              |
| Liederbuch Lehre uns, Herr                               | Jugend mit einer Mission                                                    | 1977             | 26                             |                     | charismatisch                         |
| Jesu Name nie verklinget (Band 2)                        | Otto Riecker (Hrsg.), Musikverlag Friedrich Hänssler                        | 1977             | 453                            | Wolfgang Zorn       | Gemeinschaftsbewegung, evangelikal    |
| Liederbuch Songs junger Christen (Band 3)                | Bernd Schlottoff, Wolfgang Schaefer (Hrsg.), Hänssler-Verlag                | 1988             | 98                             |                     | evangelisch, evangelikal              |
| Liederbuch Ich will dir danken                           | Hänssler-Verlag                                                             | 1991             | 283                            | Ulrich Betz         | freikirchlich / Gemeinschaftsbewegung |
| Feiern & Loben                                           | BEFG, BFeG                                                                  | 2004             | 357                            | Ulrich Betz         | freikirchlich                         |
| Einklang. Liedersammlung                                 | CLV – Christliche Literatur-Verbreitung                                     | 2018             | 245                            |                     | Brüderbewegung                        |

### Interpreten und Aufnahmen (Auswahl)
- Jack Owens
  - Single 45 RPM (Decca 9-14504 7)/A-Seite: My Jesus I Love Thee (1950)
- Franklin Town Ladies Trio
  - Single 45 RPM / A-Seite: My Jesus I Love Thee (1962)
- Amy Grant:
  - Album Legacy... Hymns and Faith (2002)
  - Album Be Still and Know... Hymns & Faith (2015).
- Paul Baloche:
  - Album (mit verschiedenen Künstlern) Hymns 4 Worship, Vol. 2: Just As I Am (2005).
- Selah:
  - Album, You Deliver Me (2009).
- Darlene Zschech:
  - DVD (gemeinsam mit Michael W. Smith) Revealing Jesus (2013)